# Herb Ołomuńca

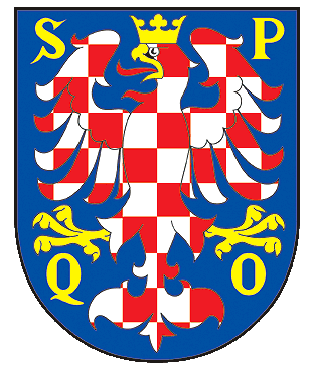
Herb Ołomuńca

Herb Ołomuńca – znak heraldyczny miasta Ołomuniec w Czechach. Przedstawia na tarczy w polu błękitnym szachowaną czerwono-srebrną orlicę morawską ze złotą koroną, dziobem i szponami, pomiędzy złotymi literami SPQO.
Herb w obecnej wersji przyjęty został w 1934 roku. W poprzednim herbie, nadanym w 1758 roku przez cesarzową Marię Teresę, szachowana orlica nosiła na piersi tarczkę w barwach austriackich z literami FMT (Franciszek, Maria Teresa).
Litery SPQO (Senatus PopulusQue Olomucensis) w herbie pojawiły się w połowie XVI wieku. Natomiast szachowana orlica nawiązuje do historii miasta – było ono stolicą Moraw i posługiwało się herbem Moraw – szachowaną orlicą.